# Kruis van Boët

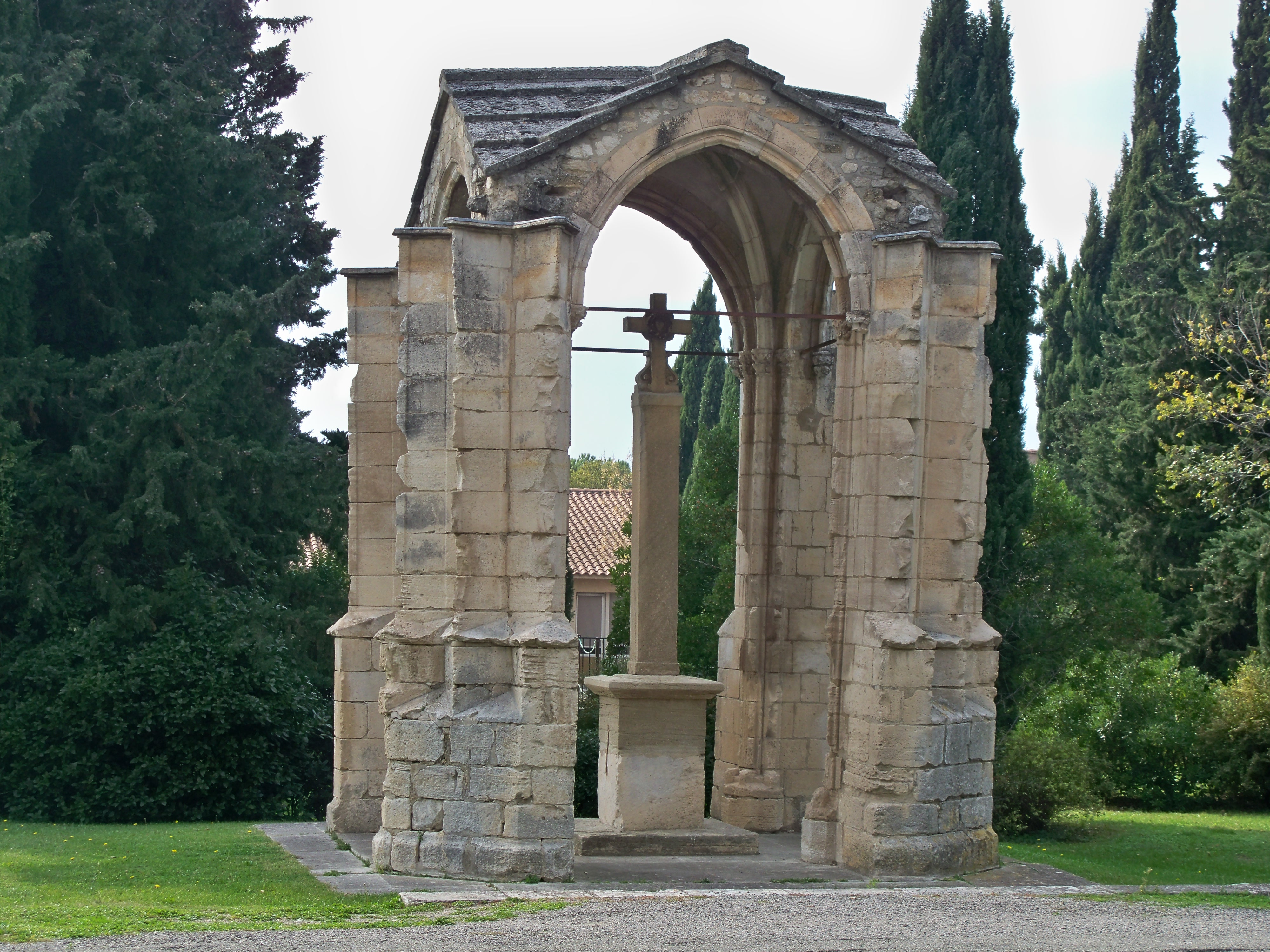
Kruis van burgemeester Boët in Pernes-les-Fontaines (Frankrijk)

Het Kruis van Boët (14e eeuw) is een middeleeuws gebouwtje dat een kruis overspant. Het bevindt zich in Pernes-les-Fontaines, in het Frans departement Vaucluse, aan de straat Avenue de la Croix Couverte. Het is vernoemd naar Pierre de Boët, de eerste syndicus – te vergelijken met een burgemeester – van Pernes-les-Fontaines.
Het monument is een Croix-Couverte of een overdekt kruis. Het bouwwerk bestaat enkel uit zuilen en bogen die het dakje schragen. Er zijn geen muren.
In Avignon en in de Provence waren er een tiental overdekte kruisen, die elk een historische gebeurtenis verhaalden.

## Historiek
Het monument herdenkt wat er gebeurde op 13 mei 1433 in Pernes-les-Fontaines. Boët overhandigde die dag de sleutels van de stad aan kardinaal Pierre de Foix (1386-1464), ook genoemd Foix de Oudere. Kardinaal de Foix was een Minderbroeder en bisschop van Albano in Rome. Tevens was hij bedrijvig als administrator van verschillende bisdommen en abdijen in wat vandaag Zuid-Frankrijk is. Paus Eugenius IV, verkozen in 1431, benoemde hem in 1433 tot rector (of gouverneur) van het pauselijk graafschap Comtat Venaissin. Tezelfdertijd schonk Eugenius IV hem de post van legaat in de nabijgelegen pauselijke stadstaat Avignon (1433). 
Pernes-les-Fontaines, gelegen in Comtat Venaissin, opende gewillig de stadspoorten voor de nieuwe rector. Het Kruis van Boët herinnert hieraan. Avignon hield de stadspoorten gesloten voor kardinaal de Foix. Pas twee maanden later, in juli 1433, werd hij ontvangen in Avignon. Tijdens de ceremonie in Pernes-les-Fontaines was de kardinaal nog bezig met Avignon te belegeren.
In 1794, na de Franse Revolutie, besliste het stadsbestuur van Pernes-les-Fontaines het monument te vernietigen. Het sloopwerk bleef evenwel beperkt tot het kruisbeeld in het midden. In de plaats kwam er een Frygische muts op een stok. Tijdens de 19e eeuw werd een replica van het oorspronkelijk kruis geplaatst.
Sinds 1961 is het een monument historique van Frankrijk.